# Falling in Love
Falling in Love ist ein Lied des britischen R&B- und Pop-Sängers Taio Cruz (Name auf dem Single-Cover dargestellt mit TΛIO CRUZ). Die Single wurde unter anderem in Amerika und Spanien veröffentlicht, in vielen Staaten Europas war sie jedoch nicht erhältlich. Taio Cruz und Alan Kasirye schrieben den Text zum Lied und produzierten die Musik. Die Single war ab dem 15. April 2012 als Download erhältlich.

## Musikvideo
Das Musikvideo wurde erstmals am 18. Februar 2011 auf YouTube veröffentlicht. Es bekam bis September 2012 über 32.200 Aufrufe. Im Video sieht man Cruz in einem Hotel-Apartment, wie er an einem Klavier sitzt und singt. Nach etwa einer Minute verlässt er das Apartment und gelangt auf ein Dach. Überall gehen Lichter an und aus und Menschen beobachten dies. Die meisten Klicks auf YouTube bekam eine Live-Version des Songs, welche September 2012 über 107.500 Aufrufe hatte.

## Charts
In Belgien (Flandern) erreichte Falling in Love Platz fünf und konnte insgesamt fünf Wochen in den Charts bleiben. In Belgien (Wallonien) konnte das Lied Platz 24 erreichen, hier blieb es vier Wochen in den Charts.

## Kritik
Ash Dosanjh von NME meinte, dass bei Falling in Love sein richtiges Talent anstatt veränderte Vocals zum Vorschein kämen und hielt den Song für einen der besseren aus dem Album, welches er insgesamt nur mit vier von zehn möglichen Sternen bewertete. Mikael Wood von The Phoenix bezeichnete das Lied als eine „Power-Ballade“.